# Curva de forward
La curva de forward es una gráfica de una función en finanzas que define los precios en qué un contrato para pago o entrega futuros puede ser concluido hoy, representa una estructura de plazo de precios.

## Lectura adicional
- Floyd, Jhon. E. (ed.): Índices de interés, Tipos de cambio y Política monetaria Mundial, Salmer; 1ª edición (17 de diciembre de 2009). ISBN 978-3-642-10279-0.
- Adelante índice de interés en el diccionario libre
- Unbiased Hipótesis de expectativas en el diccionario libre

- Datos: Q1631354